# Strage della famiglia Hatuel
La strage della famiglia Hatuel fu una strage compiuta il 2 maggio 2004, in cui dei militanti palestinesi uccisero Tali Hatuel, una donna ebrea incinta di otto mesi, e le sue quattro figlie, di età compresa tra due e undici anni. L'attacco avvenne vicino al valico di Kissufim vicino alla loro casa nel blocco di insediamenti israeliani di Gush Katif nella Striscia di Gaza durante la Seconda intifada. Dopo aver sparato al veicolo in cui guidava Hatuel con le sue figlie, i testimoni dissero che i militanti si avvicinarono al veicolo e spararono ripetutamente agli occupanti a distanza ravvicinata.
Un'alleanza della Jihad islamica palestinese e dei Comitati Popolari di Resistenza rivendicò la responsabilità per l'attacco, affermando che era stato eseguito come rappresaglia per l'uccisione dei leader di Hamas Sheikh Ahmad Yassin e Abdelaziz Rantisi da parte dell'esercito israeliano alcune settimane prima.
L'attacco scioccò l'opinione pubblica israeliana e venne classificato da Amnesty International come crimine contro l'umanità.